# Močenok
Močenok é um município da Eslováquia, situado no distrito de Šaľa, na região de Nitra. Tem 46,39 km² de área e sua população em 2018 foi estimada em 4.317 habitantes.

## Demografia
| Ano:        | 1994 | 2004   | 2014   | 2024   |
| ----------- | ---- | ------ | ------ | ------ |
| Broj ljudi: | 4246 | 4319   | 4288   | 4306   |
| Razlika:    |      | +1,71% | -0,71% | +0,41% |

| Ano:               | 2023 | 2024   |
| ------------------ | ---- | ------ |
| Número de pessoas: | 4316 | 4306   |
| Diferença:         |      | -0,23% |